# Circuit des monts du sud-ouest
Le Circuit des monts du sud-ouest, (Omloop der Zuid-West-Vlaamse Bergen en flamand), est une ancienne course cycliste belge, disputée de 1946 à 1975 à Poperinge en Région flamande dans la province de Flandre-Occidentale.

## Palmarès
| Année | Vainqueur             | Deuxième                | Troisième            |
| ----- | --------------------- | ----------------------- | -------------------- |
| 1946  | Joseph Didden         | Desiré Stadsbader       | Maurice Desimpelaere |
| 1947  | Theofiel Middelkamp   | René Janssens           | Lucien Mathys        |
| 1948  | Hilaire Couvreur      | Odiel Vanden Meerschaut | Roger De Corte       |
| 1949  | Georges Claes         | Albert Ramon            | Frans Loyaerts       |
| 1950  | Lode Anthonis         | André Pieters           | Julien Van Dycke     |
| 1951  | Valère Ollivier       | Frans Loyaerts          | Florent Rondelé      |
| 1952  | Albéric Schotte       | Hilaire Couvreur        | Léopold Degraeveleyn |
| 1953  | Valère Ollivier       | Roger Desmet            | Germain Derijcke     |
| 1954  | Valère Ollivier       | André Maelbrancke       | André Rosseel        |
| 1955  | Joseph Planckaert     | Lucien de Munster       | André Rosseel        |
| 1956  | Germain Derijcke      | Norbert Kerckhove       | Henri Denys          |
| 1957  | Norbert Kerckhove     | Lucien Taillieu         | Henri Denys          |
| 1958  | Emiel Van Cauter      | Adhémar De Blaere       | Michel Deboodt       |
| 1959  | Lucien de Munster     | Willy Truye             | André Messelis       |
| 1960  | Romain Van Wynsberghe | Bas Maliepaard          | Leon Van Daele       |
| 1961  | Jaak De Boever        | Karel Clerckx           | Léopold Rosseel      |
| 1962  | Noël Foré             | André Noyelle           | Oswald Declercq      |
| 1963  | André Noyelle         | Willy Raes              | Alfons Hermans       |
| 1964  | Georges Vandenberghe  | Marcel Bostoen          | Alfons Hermans       |
| 1965  | Jos Hoevenaars        | André Messelis          | Willy Bocklant       |
| 1966  | Eric Demunster        | Oswald Declercq         | Herman Van Loo       |
| 1967  | Eric Demunster        | René Chtiej             | Daniel Van Ryckeghem |
| 1968  | Joseph Mathy          | Willy Donie             | Michel Jacquemin     |
| 1969  | Willy De Geest        | Jozef Timmerman         | Noël Vantyghem       |
| 1970  | Jean-Pierre Monseré   | Roland Callewaert       | Willy Donie          |
| 1971  | Tony Gakens           | Hugo De Haes            | Raphael Van Bruwaene |
| 1972  | Hervé Vermeeren       | Christian Callens       | Luc Van Goidsenhoven |
| 1973  | José Vanackere        | Eddy Goossens           | Eddy Moreels         |
| 1974  | Rik Van Linden        | Willy Planckaert        | Noël Vantyghem       |
| 1975  | Willem Peeters        | José Vanackere          | Léon Thomas          |